# Nelly Boxall
Nelly Boxall (fl. XX secolo) è stata una cuoca britannica.
Fu la cuoca e domestica di Virginia Woolf e del marito Leonard Woolf dal 1916 al 1934. Con lei sembra aver avuto una storia sentimentale, "una difficile relazione di amore e odio" (Giovanna Digovic). Anche a lei la Woolf dedica l'opera Orlando come persona che l'ha aiutata a scriverla.

Nel suo diario Virginia Woolf annota, alla data del 15 dicembre 1929: 
La scrittrice spagnola Alicia Giménez-Bartlett si documenta e pubblica nel 1997 "Una habitaciòn ajena" o, secondo la traduzione italiana, "Una stanza tutta per gli altri" (2003), dove si trovano i frammenti immaginari del diario di questa cuoca, su una "ossessione" che provano sia Virginia che Nelly. Anche Herbert Marder ne parla nel capitolo "The firing of Nelly Boxall" del libro The Measure of Life: Virginia Woolf's Last Years.
Nel film The Hours la parte di Nelly Boxall è recitata da Linda Bassett.